# Músculo sóleo
El músculo sóleo (musculus soleus) es un músculo ancho y grueso, situado en la cara posterior de la pierna, debajo y por detrás de los gemelos, que está implicado en la marcha bípeda (bipedestación). Está estrechamente conectado con el gastrocnemio y algunos anatómicos los consideran un solo músculo: el tríceps sural. Su nombre deriva de la palabra latina "solea", que significa "sandalia".
El sóleo está localizado en el compartimento posterior de la pierna. No todos los mamíferos tienen sóleo, como en el caso del perro. En el caballo, es un vestigio.

## Origen e inserción
El sóleo presenta significativas diferencias morfológicas entre las especies. Es unipeniformes en muchas especies. En algunos animales, como el conejo, está unido en gran parte de su recorrido con el gastrocnemio. En los humanos, el sóleo es un complejo músculo multipeniforme, normalmente teniendo aponeurosis separadas (posteriores) con el músculo gastrocnemio. La mayor parte de las fibras del sóleo se originan en cada lado de la aponeurosis anterior, unidas a la tibia y al peroné. Otras fibras se originan en las superficies posteriores de la cabeza del peroné y su cuarto superior, así como el tercio medio del borde medial de la tibia.
Las fibras que se originan en la superficie anterior de la aponeurosis anterior se insertan en el septo medio y las fibras que se originan en la superficie posterior de la aponeurosis anterior se insertan en la aponeurosis posterior. La aponeurosis posterior y la unión del septo medio en el cuarto inferior del músculo se une con la aponeurosis anterior del gastrocnemio para formar el tendón calcáneo y se inserta en la superficie posterior del calcáneo.
A diferencia de algunos animales, el sóleo y los gastrocnemios humanos están relativamente separados, de tal manera que se pueden diferenciar las aponeurosis de los distintos músculos.

## Inervación
Lo inerva el nervio tibial con raíces en (S1 y S2).

## Función
Su función es la flexión plantar o extensión del pie y la elevación del talón en la bipedestación. Es un músculo potente, vital para caminar y correr. Concretamente, el sóleo tiene una función importante en la postura de bipedestación; si no estuviera constantemente tirando, el cuerpo se caería hacia delante.
En bipedestación es responsable del retorno venoso de la sangre al corazón. El sóleo tiene una mayor proporción de fibras de contracción lenta que otros músculos. En otros animales, como en las cobayas o los gatos, el sóleo contiene un 100% de fibras de contracción lenta. En los humanos, la proporción es variable, estando en torno al 60-100% de fibras de contracción lenta.

## Relaciones
En su cara posterior, es decir, de forma superficial al sóleo se encuentra el músculo gastrocnemio, y entre ambos pasa el músculo plantar por un tendón que se encuentra entre los dos músculos. Internamente se encuentra el tabique intermuscular transverso, que separa el compartimento posterior superficial de la pierna del compartimento posterior profundo. 
Al otro lado de la fascia está el músculo tibial posterior, el flexor largo de los dedos y el flexor largo del dedo gordo, junto con la arteria tibial posterior, la vena tibial posterior y el nervio tibial.
Dado que el compartimento anterior de la pierna es lateral a la tibia, la protuberancia del músculo medial a la tibia en el lado anterior es realmente el compartimento posterior. El sóleo es superficial y medial a la tibia.

## Anatomía aplicada
El músculo sóleo recibe su irrigación de varios pedículos vasculares que entran por su cara profunda. El músculo puede ser rotado inferiormente utilizando los pedículos inferiores. Se utiliza como colgajo muscular, con fines reconstructivos, para defectos y lesiones del tercio inferior de la pierna.

## Imágenes adicionales

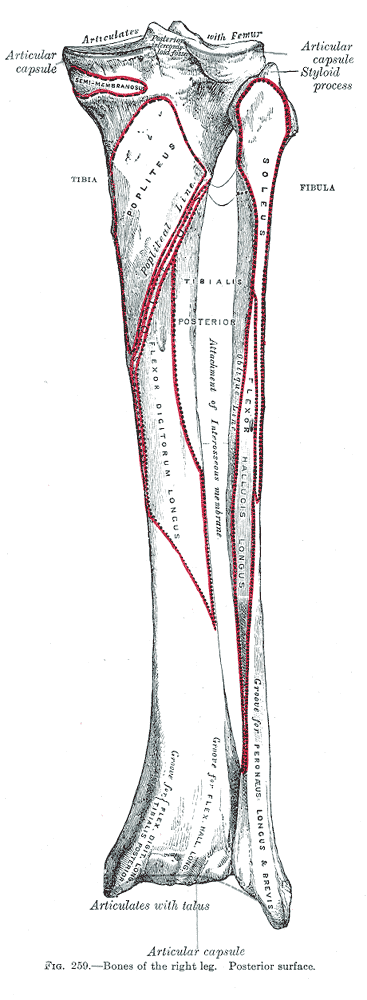
Huesos de la pierna derecha. Cara posterior.
Sección transversal de la mitad de la pierna.
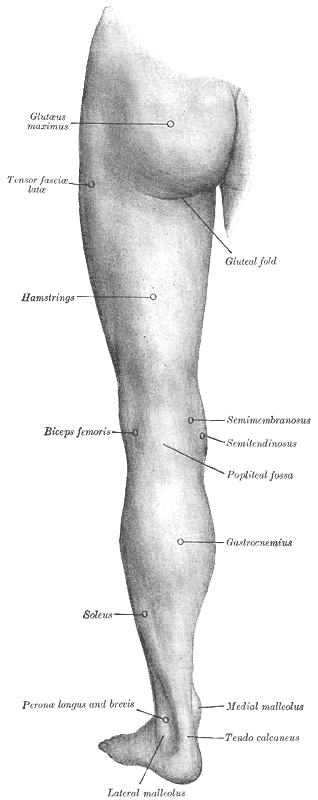
Cara posterior de la extremidad inferior.